# Les Brenets

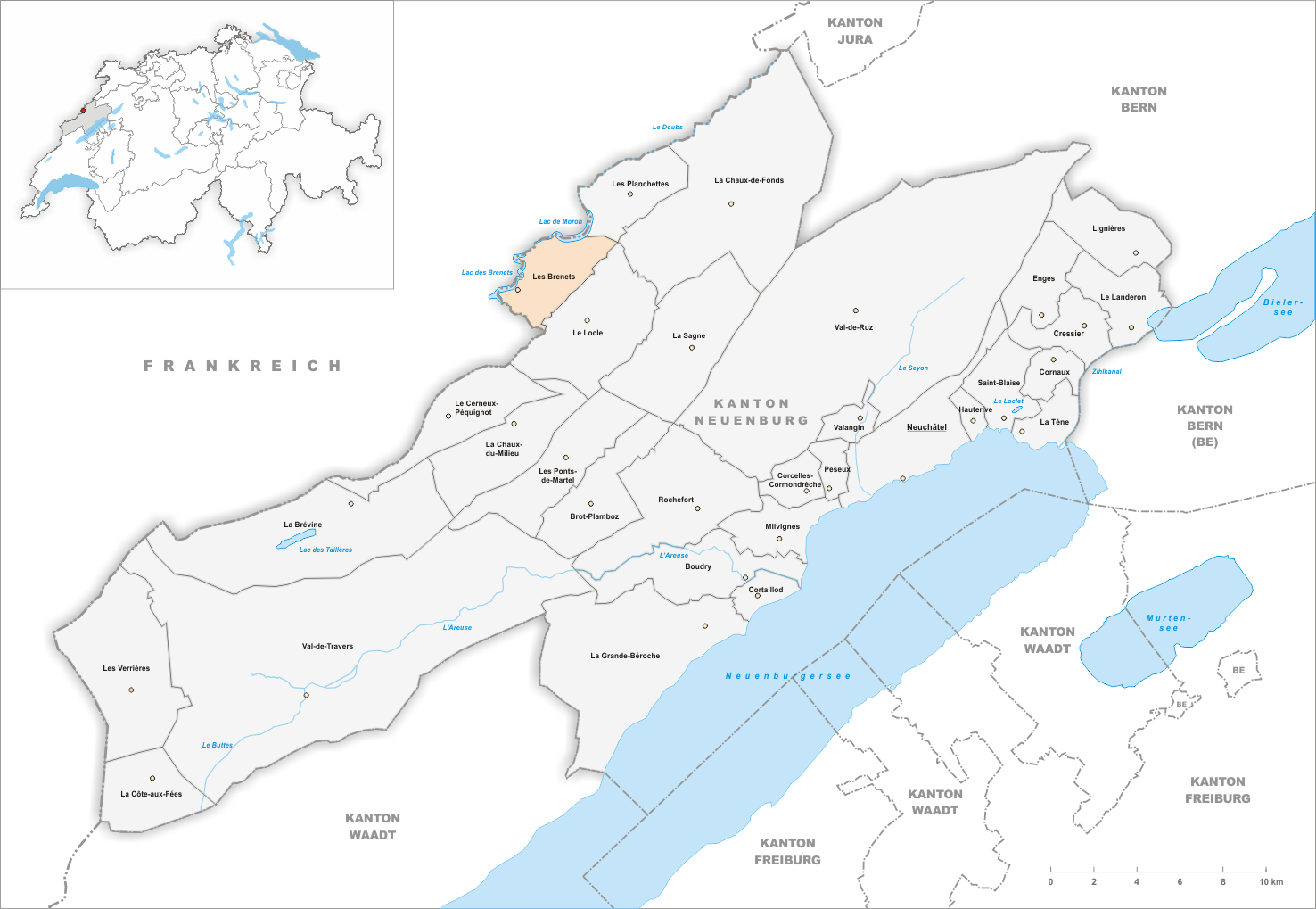
Gemeindestand vor der Fusion am 1. Januar 2021

Les Brenets ist eine Ortschaft in der Gemeinde Le Locle des Kantons Neuenburg in der Schweiz. Am 1. Januar 2021 fusionierte sie mit Le Locle.

## Geographie

Historisches Luftbild von Werner Friedli von 1955

Les Brenets liegt auf 849 m ü. M., 10 km westsüdwestlich der Stadt La Chaux-de-Fonds (Luftlinie). Das Dorf erstreckt sich an einem nach Westen abfallenden Hang im Neuenburger Jura, rund 100 m über dem vom Doubs gebildeten Lac des Brenets.
Die Fläche des ehemaligen, 11,5 km² grossen Gemeindegebiets umfasst den westlichen Teil des Höhenrückens Pouillerel im Hochjura. Dieser Höhenzug senkt sich, gegliedert durch mehrere kleine Täler, nach Westen allmählich ins Doubstal ab, während er nach Norden sehr steil mit markanten Felswänden (Creux de Moron) zum hier canyonartig eingeschnittenen Doubs abfällt. Die nordwestliche und nördliche Grenze bildet der Doubs, zuerst im Lac des Brenets, dann mit dem Wasserfall Saut du Doubs und schliesslich im gestauten Lac de Moron. Die südwestliche Grenze folgt dem Lauf der Rançonnière, die das Hochtal von Le Locle entwässert und bei der Mündung in den Lac des Brenets ein Sumpfgebiet bildet. Im Süden liegt die Grenze teilweise im Tal Combe de Monterban. Der höchste Punkt von Les Brenets wird mit 1257 m ü. M. auf dem Höhenrücken des Pouillerel erreicht. Hier befinden sich ausgedehnte Jurahochweiden mit den typischen mächtigen Fichten, die entweder einzeln oder in Gruppen stehen. Von der Gemeindefläche entfielen 1997 5 % auf Siedlungen, 49 % auf Wald und Gehölze, 42 % auf Landwirtschaft und rund 4 % war unproduktives Land.
Zur Gemeinde Les Brenets gehörten die Ortsteile Bourg-Dessous, 788 m ü. M. unterhalb des Dorfes, Le Châtelard (914 m ü. M.) oberhalb des Ortskerns, sowie weit verstreut über die Jurahöhen zahlreiche Einzelhöfe. Nachbargemeinden waren Le Locle und Les Planchettes im Kanton Neuenburg sowie Villers-le-Lac im angrenzenden Frankreich.

## Bevölkerung

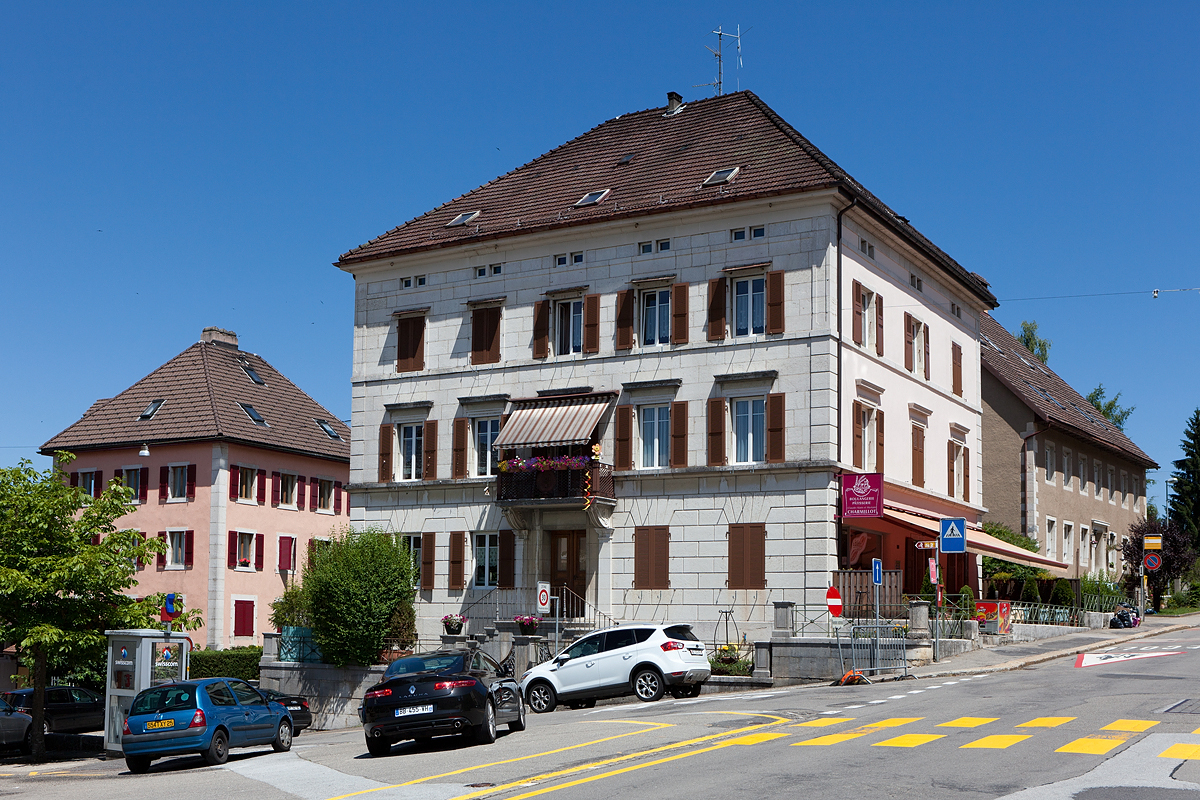
Ortskern von Les Brenets

Mit 1044 Einwohnern (Stand 31. Dezember 2018) gehörte Les Brenets zu den mittelgrossen Gemeinden des Kantons Neuenburg. Von den Bewohnern sind 95,0 % französischsprachig, 2,0 % deutschsprachig und 1,6 % italienischsprachig (Stand 2000). Die Bevölkerungszahl von Les Brenets nahm von 1750 (846 Einwohner) bis 1860 (1547 Einwohner) zu, seither ist eine kontinuierliche Abnahme zu verzeichnen.

## Politik
Die Stimmenanteile der Parteien anlässlich der Nationalratswahl 2015 betrugen: SVP 26,2 %, PdA 26,1 %, FDP 18,1 %, SP 14,3 %, GPS 7,1 %, Nouveau Parti Libéral 2,9 %, CVP 2,1 %, glp 1,5 %, Liste du vote blanc 1,5 %, BDP 0,3 %.

## Wirtschaft
Les Brenets war bis zu Beginn des 19. Jahrhunderts ein durch die Landwirtschaft geprägtes Dorf. Ende des 18. Jahrhunderts begann die Industrialisierung mit der Einführung der Uhrmacherei, der Spitzenklöppelei und der Strumpffabrikation, die zuerst in Heimarbeit, ab etwa 1830 in Werkstätten und Ateliers verrichtet wurde. Noch heute haben die Uhrenherstellung und einige Betriebe der Elektronik und Feinmechanik grosse Bedeutung. Auch die Landwirtschaft, hauptsächlich Viehzucht, Milchwirtschaft und Forstwirtschaft, beschäftigt zahlreiche Erwerbstätige.

## Verkehr
Les Brenets ist von der Schweiz über den Col des Roches zu erreichen. Die Fortsetzung der Strasse führt über die Landesgrenze nach Villers-le-Lac. Früher lag Les Brenets an der verhältnismässig wichtigen Verbindungsstrasse von La Chaux-de-Fonds und Le Locle nach Morteau im französischen Jura, was der Bevölkerung zusätzliche Einnahmen brachte. Erst mit der Eröffnung des Tunnels am Felspass Col des Roches im Jahre 1847 wurde eine direkte Verbindung von Le Locle nach Villers-le-Lac geschaffen.
Am 1. September 1890 wurde von der Chemin de fer Régional des Brenets (RdB) die meterspurige Bahnstrecke nach Le Locle eingeweiht. Die isolierte Bahnlinie wird seit 1999 von Transports Publics Neuchâtelois (TransN) betrieben.
Am 10. September 2013 wurde ein Verein gegründet. Sein Ziel ist, diese Schmalspurbahn zu entwickeln.

## Tourismus
Les Brenets ist ein beliebtes Ausflugsziel dank seiner schönen Lage, dem Lac des Brenets, auf dem Wassersport betrieben werden kann, und dem am Doubs unterhalb des Sees liegenden 27 m hohen Wasserfall Saut du Doubs. Zwischen See und Wasserfall gibt es eine sehr schöne Schlucht mit Felswänden rechts und links: Les Bassins du Doubs (Becken), mit ruhigem Wasser. Im Frühling, Sommer und Herbst kann man durch diese Schlucht mit dem Schiff fahren. Im Winter kann man da Schlittschuh laufen. Diese Sportart in einer wunderbaren Umgebung ist 2012 zur immateriellen Tradition gewählt worden.
Das Dorf besitzt Übernachtungsmöglichkeiten und einen Campingplatz.

## Geschichte

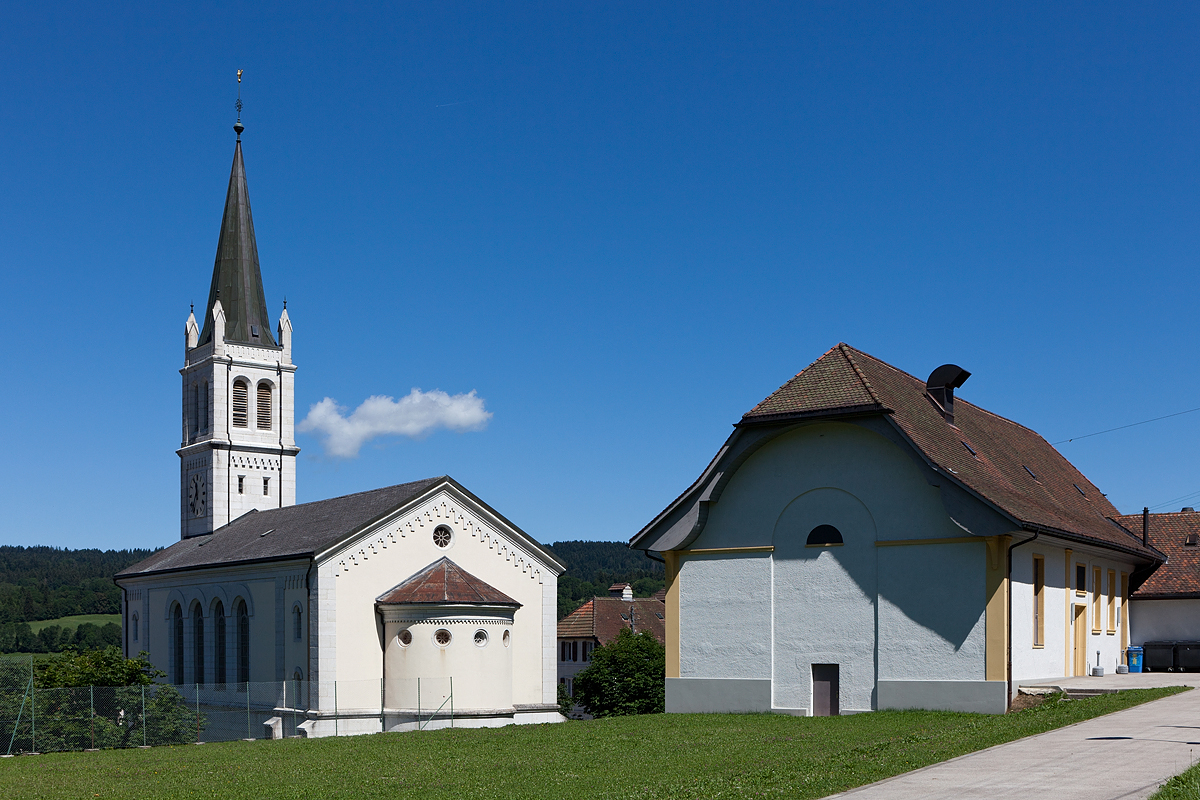
Links: Kirche von Les Brenets; rechts: das Schauspielhaus

Die erste schriftliche Erwähnung des Ortes datiert auf das Jahr 1325 unter dem Namen chiez le Bruignet, der auf den Geschlechtsnamen Brunet oder Brenet zurückzuführen ist. Die Besiedlung des Ortes erfolgte grösstenteils von Frankreich her. Anfänglich gehörte Les Brenets zum Priorat Morteau. Im 15. Jahrhundert erhoben die Herren von Valangin Anspruch auf die Ortschaft. Sie veranlassten den Bau einer Pfarrkirche, die 1520 von der Diözese Besançon zur Diözese Lausanne wechselte. 
Mit der Einführung der Reformation 1534 kam Les Brenets endgültig an die Herrschaft Valangin, die seit 1592 durchgehend der Grafschaft Neuenburg unterstand. Seit 1648 war Neuenburg Fürstentum und ab 1707 durch Personalunion mit dem Königreich Preussen verbunden. 1806 wurde das Gebiet an Napoleon I. abgetreten und kam 1815 im Zuge des Wiener Kongresses an die Schweizerische Eidgenossenschaft, wobei die Könige von Preussen bis zum Neuenburgerhandel 1857 auch Fürsten von Neuenburg blieben.  
Dass das Dorf nunmehr schweizerisch war, stiess bei den Nachbarn in Villers-le-Lac auf Unverständnis. Sie machten es sich zur Gewohnheit, jedes Jahr eine gespielte Invasion zur Befreiung des «Pays brenassier» zu inszenieren. Dabei wurde mit beleidigenden Äusserungen nicht gespart. Später gestaltete sich das Verhältnis zu den Nachbarn freundschaftlicher und bis 1909 fuhren die beiderseitigen Blasmusikvereine bei einem sommerlichen Fest auf dem See spazieren.
Da Les Brenets stets enge Beziehungen zu Le Locle und La Chaux-de-Fonds unterhielt, machte es eine ähnliche industrielle Entwicklung durch wie diese beiden Städte. 1848 wurden zahlreiche Häuser durch einen Dorfbrand zerstört. Der Wiederaufbau der Ortskerns erfolgte auch hier im Schachbrettmuster. Eng waren und sind die Beziehungen auch zum Nachbarland (France voisine). Zwischen 1970 und 1978 waren 60 % bis 80 % der Arbeitsplätze in Les Brenets mit Grenzgängern besetzt.

## Sehenswürdigkeiten
Die heutige Kirche von Les Brenets wurde vom Schweizer Architekten Louis-Daniel Perrier entworfen und 1859 eingeweiht. In der 1511 erbauten ehemaligen Kirche war die Gemeindeverwaltung untergebracht. Von der Tour Jürgensen, einem 1874 im neugotischen Stil errichteten Gebäude, bietet sich eine schöne Aussicht auf das Dorf und das Doubstal mit dem Lac des Brenets.

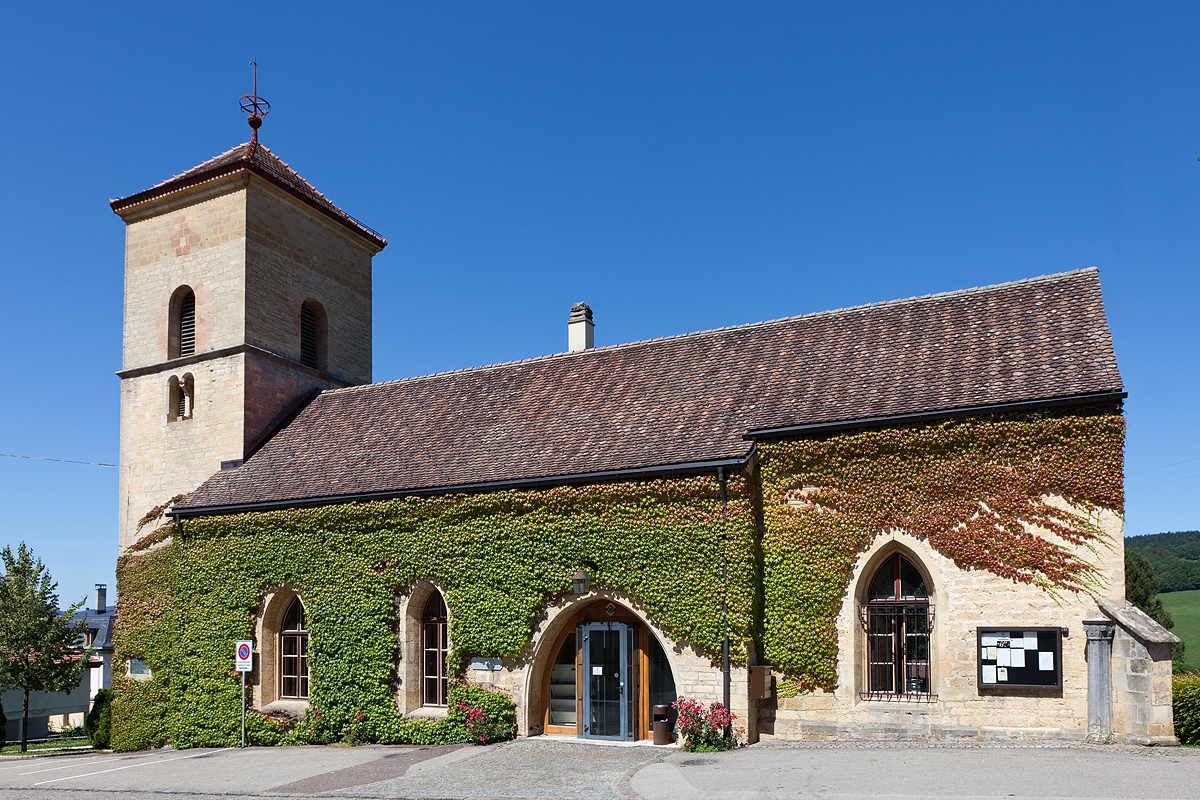
Ehemalige Kirche (heute Gemeindeverwaltung)
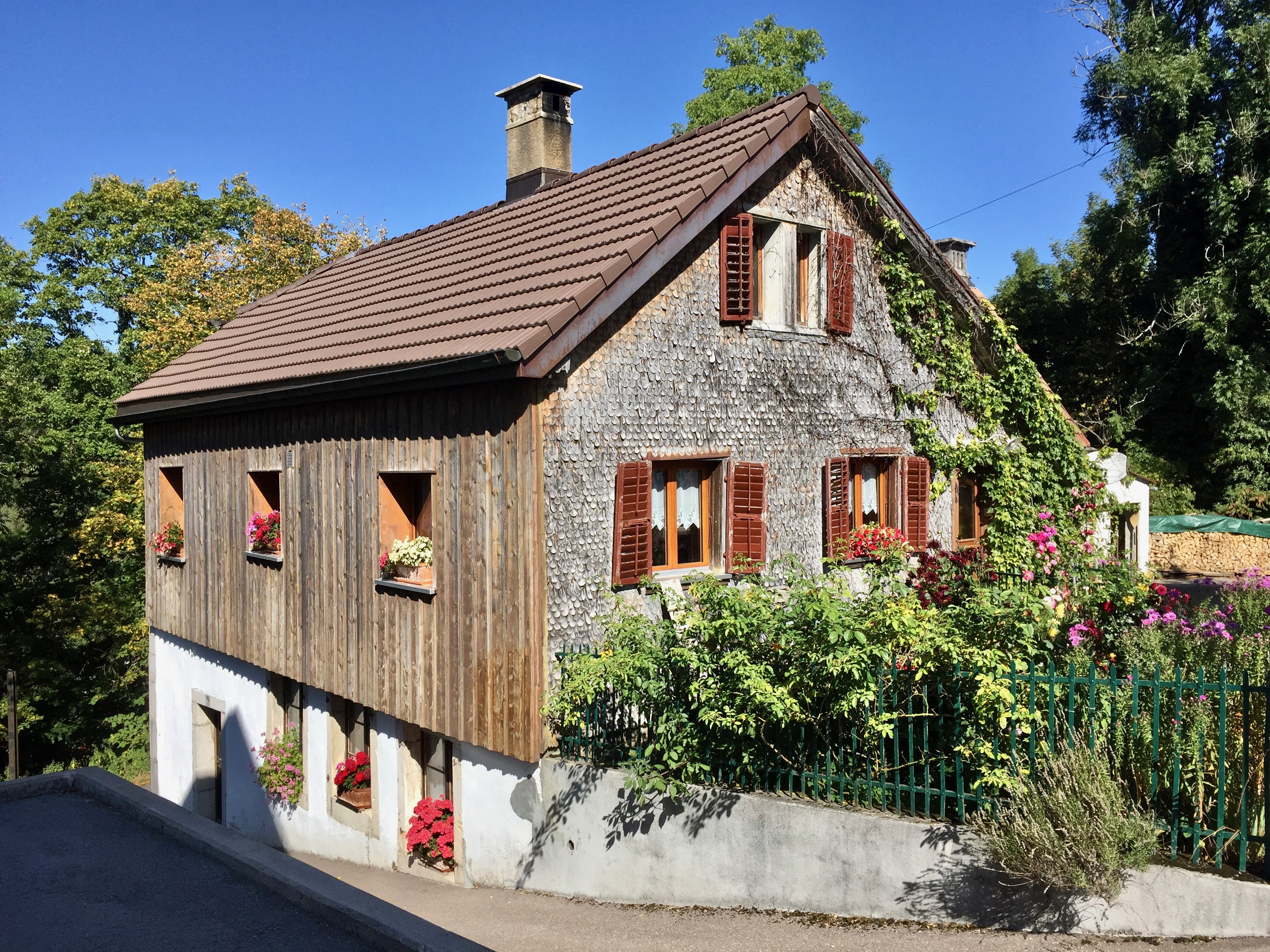
Haus des Optikers Pierre-Louis Guinand
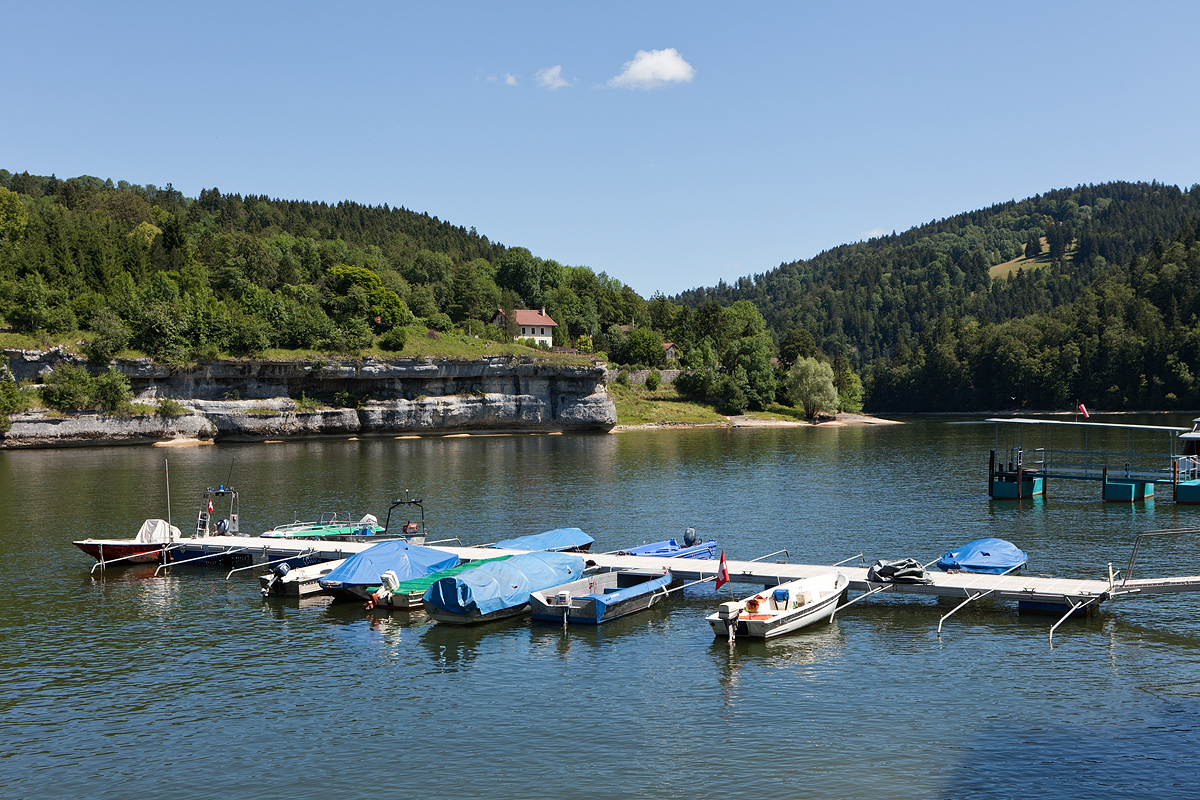
Vom Doubs gebildeter Lac des Brenets
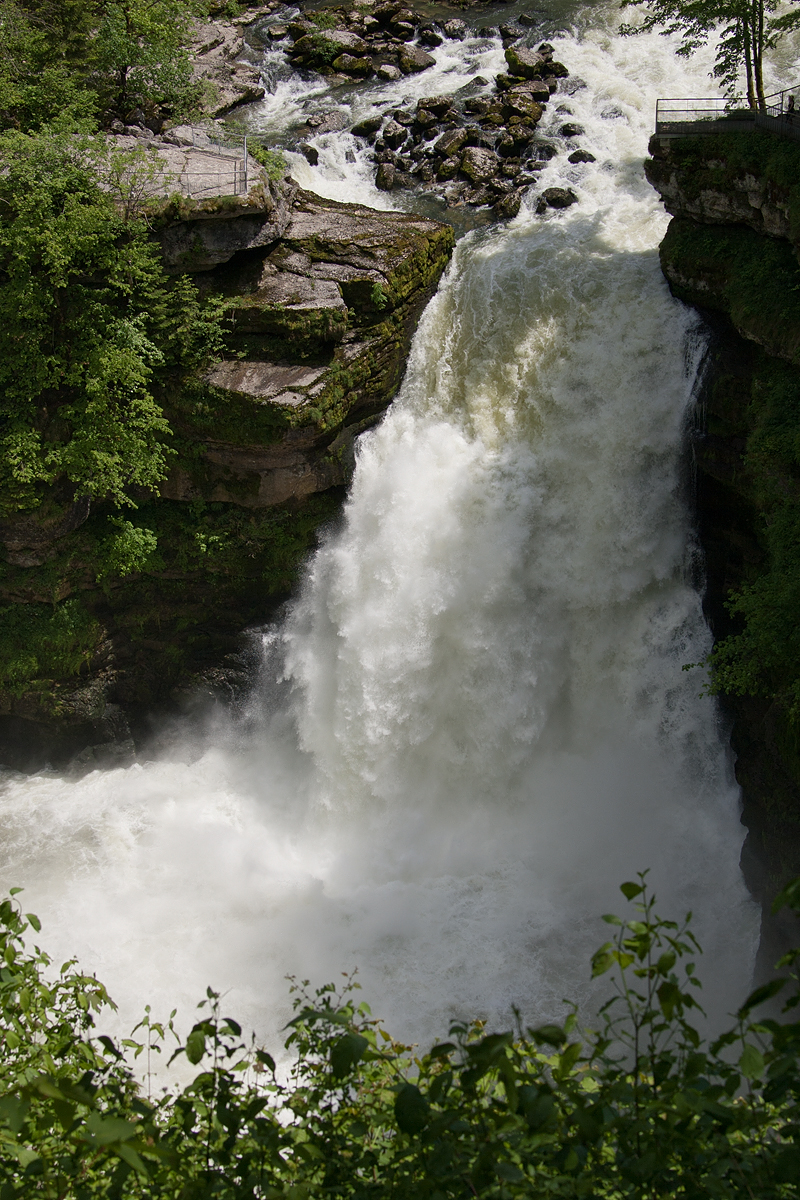
Saut du Doubs (27 m hoher Wasserfall)
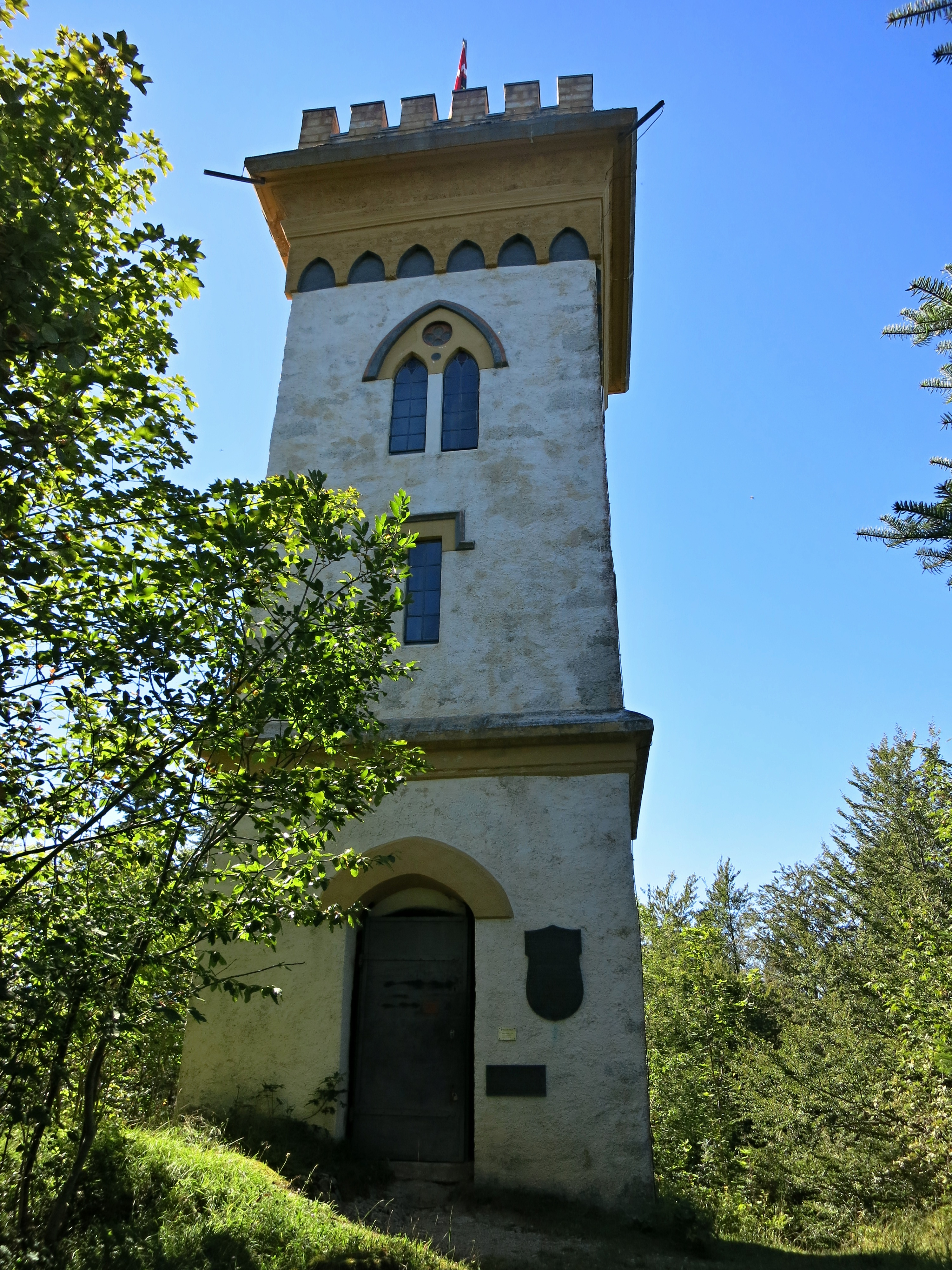
Tour Jürgensen
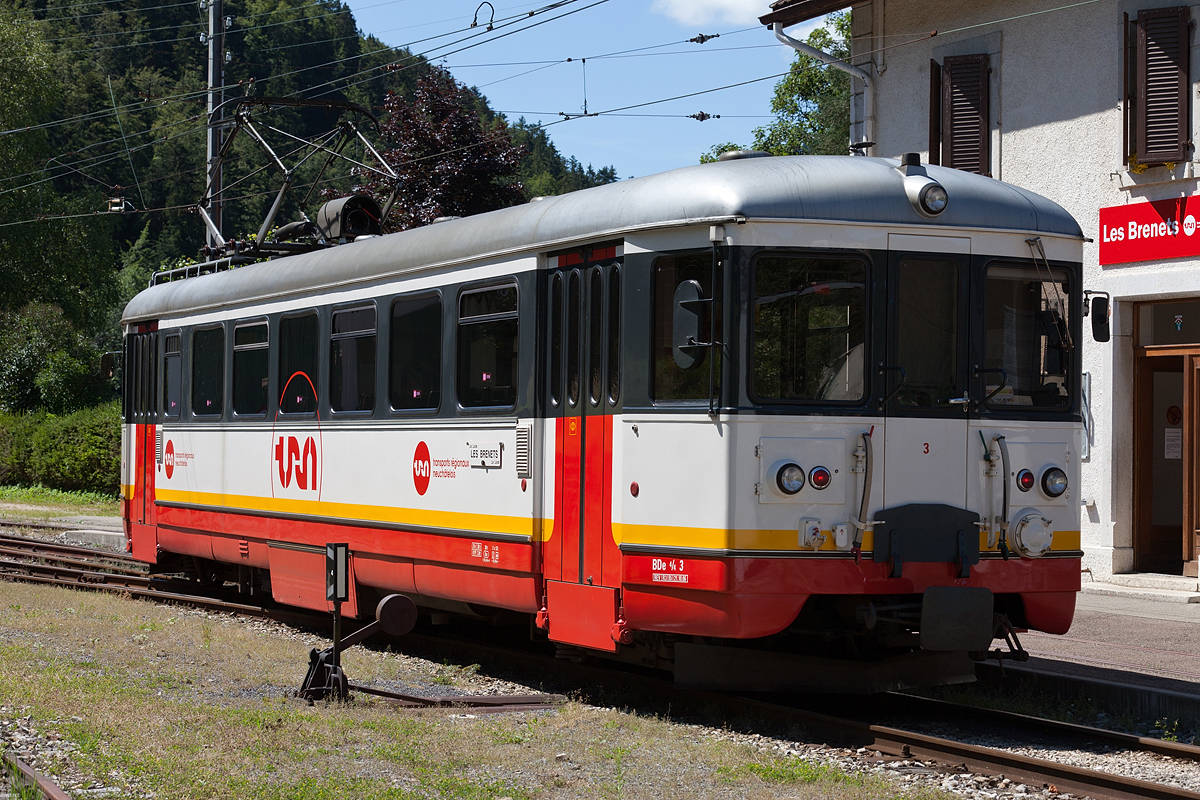
Triebwagen der Schmalspurbahn Le Locle–Les Brenets

## Persönlichkeiten
- Pierre-Louis Guinand (1748–1824), Optiker
- Sarah Jeannot (1883–1958), Malerin[6]
- Monique Laederach (1938–2004), Schriftstellerin